# حملة بريمن فيردن
كانت حملة بريمن فيردن نزاعًا نشب أثناء الحروب الشمالية في أوروبا. من 15 سبتمبر 1675 إلى 13 أغسطس 1676 غزا ائتلافٌ مناهض للسويد يتألف من براندنبورغ بروسيا والإمارتان الإمبراطوريتان المجاورتان لونيبورغ ومونستر ومملكة الدنمارك، دوقيتي بريمن وفيردن.
كانت بريمن فيردن، قاعدة نائية تابعة لإمبراطورية بحر البلطيق السويدية، ثالث إقطاعية إمبراطورية سويدية في شمال ألمانيا مُنحت بموجب معاهدة وستفاليا عام 1648، إلى جانب بوميرانيا السويدية وبارونية فيسمار. بعد غزوها، ظلت في أيدي الحلفاء حتى نهاية الحرب عام 1679، لكنها عادت بالكامل إلى السويد في أعقاب معاهدات نايميخن. بالنسبة للأطراف المتحاربة الرئيسية المتمثلة بالسويد وبراندنبورغ والدنمارك، كان مسرح الحرب هذا في شمال غرب ألمانيا ذا أهمية ثانوية.

## خلفية تاريخية
تشكل تحالفٌ ضد فرنسا بعد احتلالها للأقاليم المتحدة في عام 1672 انتقامًا على نتيجة حرب الأيلولة. تفاقم النزاع وتحول إلى ما يُعرف بالحرب الهولندية. من أجل تحرير قواتها المترامية، حثت فرنسا حليفتها التقليدية، السويد، على خوض الحرب ضد أعدائها، الذين شملوا، بالإضافة إلى الأقاليم المتحدة، عائلة هابسبورغ وناخبية براندنبورغ. في نهاية عام 1674، غزا الجيش السويدي بقيادة القائد الإمبراطوري كارل غوستاف رانغل مرغريفية براندنبورغ التي كانت دون حماية عسكرية تقريبًا، في حين وجد جيش براندنبورغ، تحت قيادة الناخب فريدرش فيلهلم الأول، نفسه في حالة حرب مع فرنسا. في حملة صيفية قصيرة عام 1675، نجح فريدريش فيلهلم في هزيمة الجيش السويدي ودحره إلى بوميرانا السويدية.
على إثر انتصار براندنبورغ، في 17 يوليو 1675، فُرض الحظر الإمبراطوري على الملك السويدي بصفته أميرًا إمبراطوريًا في بوميرانيا ومكلنبورغ وبريمن فيردن. أُعلن تدخل الرايخ في السويد من قِبل الإمبراطورية الرومانية المقدسة. كُلفت مقاطعتا ويستفاليا وساكسونيا العليا بتطبيق الحظر المفروض على السويديين. بعد ذلك بفترة وجيزة جاء إعلان الحرب على السويد من قِبل الدنمارك.
في هذه الحرب الكبرى، اعتزم الحليفان، الدنمارك وبراندنبورغ، في البداية احتلال الممتلكات السويدية في شمال ألمانيا، ثم استخدام كامل قواهما في مسرح الحرب في سكونا. ولكن بغزو بريمن فيردن، الواقعة على الحدود الجنوبية للدنمارك، ستكون السويد قد ضمنت نقطة انطلاق محتملة ضد الدنمارك. كان لغزوها عامل قوة سياسية آخر وهو إعطاء السويديين فرصًا لتجنيد المرتزقة.
كان التخطيط للحرب على أرض السويد يتوخى تحقيق نصر عسكري من خلال نشر الأسطول السويدي المرجح هزيمته للأسطول الدنماركي في بحر البلطيق، وبالتالي تحرير ممتلكات ألمانيا الشمالية السويدية، لذلك يمكن بعد ذلك، في خطوة أخرى، الرسو في زيلاند، قلب المملكة الدنماركية. تكمن فرص السويد في دوقية بريمن فيردن بالمقام الأول في قوة أسطولها الخاص، والذي كان سيضمن تحقيق نصر عسكري من خلال إرسال قوات إضافية من الوطن. ومع ذلك، نظرًا لأن الأسطول السويدي لم يتمكن من الإبحار بسبب التأخير في التجهيزات، لم تُعزز بريمن فيردن واضطرت إلى الاعتماد على قواتها الموجودة في المكان.
كانت القوات السويدية في دوقية بريمن فيردن هزيلة عدديًا وموزعة على عدة قواعد محصنة. كان الجزء الأكبر من الجيش السويدي في شتاده وكارلزبورغ وسبعة حصون صغيرة أخرى. لن يكونوا قادرين على التصدي للعمليات الهجومية واسعة النطاق إلا بالمناورات التسويفية. استندت خطط الدفاع السويدية إلى حرب الحصار. سيُجبِر عدد الأماكن المحصنة خصومها المحتملين على التصدي لسلسلة من الحصارات الصغيرة المضنية، لكنه أدى أيضًا إلى تشتيت القوات المتاحة للدفاع ومنعها من تشكيل جيش ميداني متنقل.

## الاستعدادات الدبلوماسية
وقّع أمير وأسقف مونستر الكاثوليكي، كريستوف برنهارد فون غالين، الذي كان عازمًا على توسيع سلطته، والذي وقف حتى 22 أبريل 1674 إلى جانب فرنسا في معركتها ضد هولندا، على اتفاقيةٍ في 7 يونيو 1675 مع البلاط الإمبراطوري في فيينا أجبرته على إمداد 9,000 جندي « للإمبراطور وللخدمة الإمبراطورية». نتيجة لهذا الالتزام، أُجبر الأسقف على المشاركة في الحرب ضد السويد. في 11/21 سبتمبر 1675 وُقع على معاهدة حياد بين الحلفاء وإمارة مونستر الأسقفية والدنمارك وبراندنبورغ من جهة ويوهان فريدرش دوق براونشفايغ لونيبورغ من جهة أخرى. لذلك، وافقت براونشفايغ لونيبورغ، التي كانت حتى ذلك الوقت على الجانب السويدي، على البقاء محايدة في المعركة القادمة ضد السويد.
يرجع السبب الرئيسي لتوقيع المعاهدة بين الحلفاء الأربعة بأنها تصب في المصالح السياسية للأمراء الإمبراطوريين المعنيين، وليس وفاءً لالتزامهم بالدفاع عن المقاطعة أو الإمبراطورية. وهكذا نُفذ الحظر الإمبراطوري من قِبل الجيوش المحلية المعنية، في حين أن قوات المقاطعة لم تلعب دورًا مهمًا في القتال.

## خلافات الحلفاء
نظرًا لأن إمارة مونستر الأسقفية ودوقية لونيبورغ اتفقتا مقدمًا على استبعاد الدنمارك وبراندنبورغ من التقسيم المستقبلي لبريمن فيردن، فقد كان هناك جدالات حادة بين الحلفاء أثرت على استمرار الأعمال الحربية على السويد وهددتها. فمثلًا، طالبت إمارة مونستر الأسقفية إمارةَ فيردن الأسقفية (لاحقًا دوقية فيردن) بمقاطعات فيلدسهاوزن وبورغ وبريمرفورد وأوترسبيرغ وتيدينخاوزن. كان من المقرر أن تضم لونيبورغ سيل الباقي. من ناحية أخرى، جادلت الدنمارك وبراندنبورغ من أجل توزيع متساوٍ لمكتسبات الحلفاء. طالبت الدنمارك بكارلسبرغ وشتاده، وبالتالي السيطرة على مصبات نهري فيزر وإلبه، من أجل التمكن من مبادلتهم لاحقًا مقابل نشر قوات مساعدة من مونستر ولونيبورغ لحرب بوميرانيا (الحرب السويدية – البراندنبورغية).
تصاعد هذا النزاع الذي ينطوي على مطالبات إقليمية متضاربة إلى حد أنه هدد ببدء حرب مفتوحة بين الحلفاء. سعت الأقاليم المتحدة للتوسط بين الأطراف في هذا الوضع، حتى لا تقوض الحرب ضد فرنسا. فأرسلوا سفراءً، كان أولهم فان دير توخت، وبعد ذلك، أميرونغن، إلى بريمن لإجراء المفاوضات. اقترح حاكم هولندا، ويليام الثالث أمير أورانج، تدمير جميع الحصون في بريمن فيردن، والتفاوض بشأن التقسيم النهائي للأراضي في مؤتمر السلام في نيميغن ونقل إدارة الدوقيتين المؤقتة إلى لونيبورغ سيل ومونستر. كان من حق براندنبورغ والدنمارك صراحة الاحتفاظ بحقوقهما المتعلقة بالمصالح الإقليمية في بريمن فيردن إذا لم يحصلا، خلافًا للتوقعات، على «تعويض» في بوميرانيا السويدية وسكونا. على الرغم من أن مبعوث براندنبورغ أراد الوصول إلى تقسيم مؤقت للمناطق المعنية في لاهاي، في 28 مارس، أعطى موافقته على المعاهدة لأنه لم ير طريقة أخرى لإنهاء النزاع بين الحلفاء، وهو ما كان ضروريًا لاستمرار الحملة.
ولو أن ناخب براندنبورغ لم يوافق على قرار مبعوثه، فقد أسقط اعتراضاته على نشر قوات مساعدة من لونيبورغ في بريمن فيردن على ضوء التقدم الإيجابي المحرز في الحرب ضد السويد في بوميرانيا السويدية.
ومع ذلك، فقد حصل الناخب على دعم الدنمارك في اتفاقية سرية في أوائل عام 1677 تقضي بأن تحصل براندنبورغ على «ما لا يقل عن خمس الأراضي المراد تقسيمها في بريمن فيردن».